# Congregación (banda)
Congregación fue una banda de rock chileno y fusión americana fundada en 1970 por Antonio Smith, disuelta sólo tres años después debido al Golpe de Estado en Chile de 1973, año en que Smith debió exilarse en Argentina, iniciando posteriormente otros proyectos llamados Awankana y Senchi.
El único disco que alcanzaron a publicar es Congregación viene..., lanzado en 1972 por el sello IRT, grabado con instrumentos acústicos y con letras de crítica y reflexión políticas, filosóficas y religiosas. En abril de 2008, la edición chilena de la revista Rolling Stone situó a este álbum en el lugar n.º 31 dentro de los 50 mejores discos chilenos de todos los tiempos.

## Miembros
El grupo estuvo integrado por el siguiente quinteto:
- Antonio Smith: voz y guitarra
- Alejandro Cordero: guitarra y armónica
- Alberto Prada: bajo y guitarra
- Rodrigo "Baltazar" Villaseca: percusión y guitarra
- Carlos Vittini: flauta y percusión

## Discografía
- 1972 - Congregación viene...